# ツモっ子の森
『ツモっ子の森』（ツモっこのもり）は、施川ユウキによる日本のギャグ麻雀漫画。『近代麻雀オリジナル』（竹書房、毎月8日発売）2006年3月号（2006年2月8日発売）から2008年10月号（2008年9月8日発売）まで連載。前作の『ツモっ子どうぶつ』（つもっこどうぶつ）は『近代麻雀ゴールド」』（竹書房、毎月23日発売、現在休刊）にて2005年4月号（2005年2月23日発売）から2006年2月号（2005年12月24日発売）まで連載していた。その他、『近代麻雀ゴールド』2005年3月号（2005年1月24日発売）で「森の雀卓」、『近代麻雀』（竹書房、毎月1日・15日発売）2005年8月15日号（2005年7月15日発売）で「ツモっ子ニンゲン」、『近代麻雀オリジナル』2008年11月号（2008年10月8日発売）で「ツモっ子の森 おまけ」、『近代麻雀』2009年8月1日号（2009年7月1日発売）で「ツモっ子どうぶつの森」という読み切り漫画をそれぞれ描いた。
森の中で麻雀卓を囲む4体のキャラクター達の麻雀や雑談を通したかけあいを描く。編集部の規制がゆるいためか下ネタや風刺は作者の他の作品と比べて若干多め。ダジャレも多い。掲載誌が麻雀専門の漫画雑誌ということで一応麻雀漫画として描かれるが、その作風は作者のテイストが濃い内容となっている。ギャグをみせることに主眼を置いてあり麻雀用語はすべてギャグ（ダジャレ）のネタとして使われる。
登場キャラクターは毎回異なる。キャラクターの登場あるいは登場順自体がネタとして描かれる場合も多い。季節や時事ネタ、その時の作者の興味と思しきものが登場キャラの共通テーマとして設定される傾向にある。
上記の「ツモっ子シリーズ」をまとめた単行本が『ツモっ子どうぶつの森』というタイトルで2009年6月17日に発売された。（後述）

## 系譜

### 森の雀卓
『近代麻雀ゴールド』2005年3月号に読み切り掲載。森の中に設けられた麻雀卓を動物たちが囲み、麻雀を打ちながら会話を進めていく。事実上『ツモっ子どうぶつ』のパイロット版として位置づけることができる。掲載頁数は4ページ。

### ツモっ子どうぶつ
『近代麻雀ゴールド』2005年4月号から2006年2月号まで連載。内容は『森の雀卓』と同様。1ページ目の枠上には「大好評連載第○回!!ニュースタイル麻雀会話劇!!」というアオリ文があった。『森の雀卓』の基本設定を継承しているためか、1ページ目ハシラのアオリ文では「森の雀卓」という表現が使われることが多い。全11回。掲載頁数は毎回4ページ。

### ツモっ子ニンゲン
『近代麻雀』2005年8月15日号に読み切り掲載。麻雀に関わる人間たちを描いた1ページ漫画が4本。全ページカラー。「4コマ&ショートFESTA!!」の1枠。掲載頁数は4ページ。

### ツモっ子の森
『近代麻雀オリジナル』2006年3月号から2008年10月号まで連載。『近代麻雀ゴールド』が休刊となったため、連載誌を姉妹誌の「近代麻雀オリジナル」に移した。内容は『森の雀卓』・『ツモっ子どうぶつ』とほぼ同様だが、登場キャラクターが動物に限らなくなった。『ツモっ子どうぶつ』時代を受け継ぎ、1コマ目の枠上には「ニュースタイル麻雀会話劇!!」というアオリ文がある。タイトルロゴの「ツモっ子」の部分は『ツモっ子どうぶつ』のロゴを流用している。2006年11月号と2008年4月号は休載。全30回。掲載頁数は毎回4ページ。

### 麻雀と僕
『近代麻雀オリジナル』2008年11月号に読み切り掲載。同誌の前号にてギャグ麻雀漫画『ツモっ子の森』が完結を迎えたことを受け、作者の麻雀との出会いから打たなくなるまでをエッセイ漫画風に描いた。最後のコマでは『森の雀卓』の最初のコマがバックに描かれた。雑誌掲載時のタイトルは『ツモっ子の森 おまけ』だったが単行本収録時は『麻雀と僕』に改められた。掲載頁数は4ページ。

### ツモっ子どうぶつの森
『近代麻雀』2009年8月1日号に読み切り掲載。全ページカラー。「4コマ&ショートFESTA!!」の1枠。同年6月17日に刊行された『ツモっ子どうぶつの森』の発売記念として描かれた。掲載頁数は4ページ。

## 書誌情報
- 施川ユウキ 『ツモっ子どうぶつの森』 竹書房〈近代麻雀コミックス〉、全1巻
  1. 2009年6月17日発売 ISBN 978-4-8124-7106-7

『近代麻雀オリジナル』2008年9月号（2008年8月8日発売）での最終頁のハシラにて「ツモっ子の森」が単行本化されることが告知されたが、同10月号に掲載された「ツモっ子の森」第30回（最終回）作中における作者施川と編集担当との会話において、単行本の発売が延期されたことが描かれた。
その後『近代麻雀』2009年5月15日号（2009年4月15日発売）の新刊告知欄において、2009年6月17日に『ツモっ子どうぶつの森』というタイトルで発売することが発表された。
単行本においては上述の「ツモっ子シリーズ」が収録されたが、2008年8月号に掲載された第27回前半部に掲載されたエピソードと単行本発売後に描かれた読み切り「ツモっ子どうぶつの森」は未収録。なお前者は作者のブログ（2009年6月23日「未収録ネタ」）にて公開されている。また、「ツモっ子の森」第30回はカバー下の表紙と裏表紙に掲載されている。
単行本の本編掲載部分の冒頭と末尾には描き下ろし漫画がそれぞれ3ページずつ描かれている。